# The Late George Apley
The Late George Apley is een Amerikaanse filmkomedie uit 1947 onder regie van Joseph L. Mankiewicz. Het scenario is gebaseerd op de gelijknamige roman uit 1937 van de Amerikaanse auteur John P. Marquand. De film werd destijds uitgebracht onder de titel De volmaakte aristocraat.

## Verhaal
George en Catherine Apley behoren tot de hogere kringen van Boston. Als hun dochter Eleanor verliefd wordt op Howard uit New York en hun zoon John op Myrtle uit Worcester, staat de wereld van het echtpaar Apley op zijn kop.

## Rolverdeling
| Acteur          | Personage       |
| --------------- | --------------- |
| Ronald Colman   | George Apley    |
| Vanessa Brown   | Agnes Willing   |
| Richard Haydn   | Horatio Willing |
| Charles Russell | Howard Boulder  |
| Richard Ney     | John Apley      |
| Percy Waram     | Roger Newcombe  |
| Mildred Natwick | Amelia Newcombe |
| Edna Best       | Catherine Apley |
| Nydia Westman   | Jane Willing    |
| Peggy Cummins   | Eleanor Apley   |